# Gnathia serrula
Gnathia serrula is een pissebed uit de familie Gnathiidae. De wetenschappelijke naam van de soort is voor het eerst geldig gepubliceerd in  door Kensley, Schotte & Poore. 2009.